# ألوان رياضية

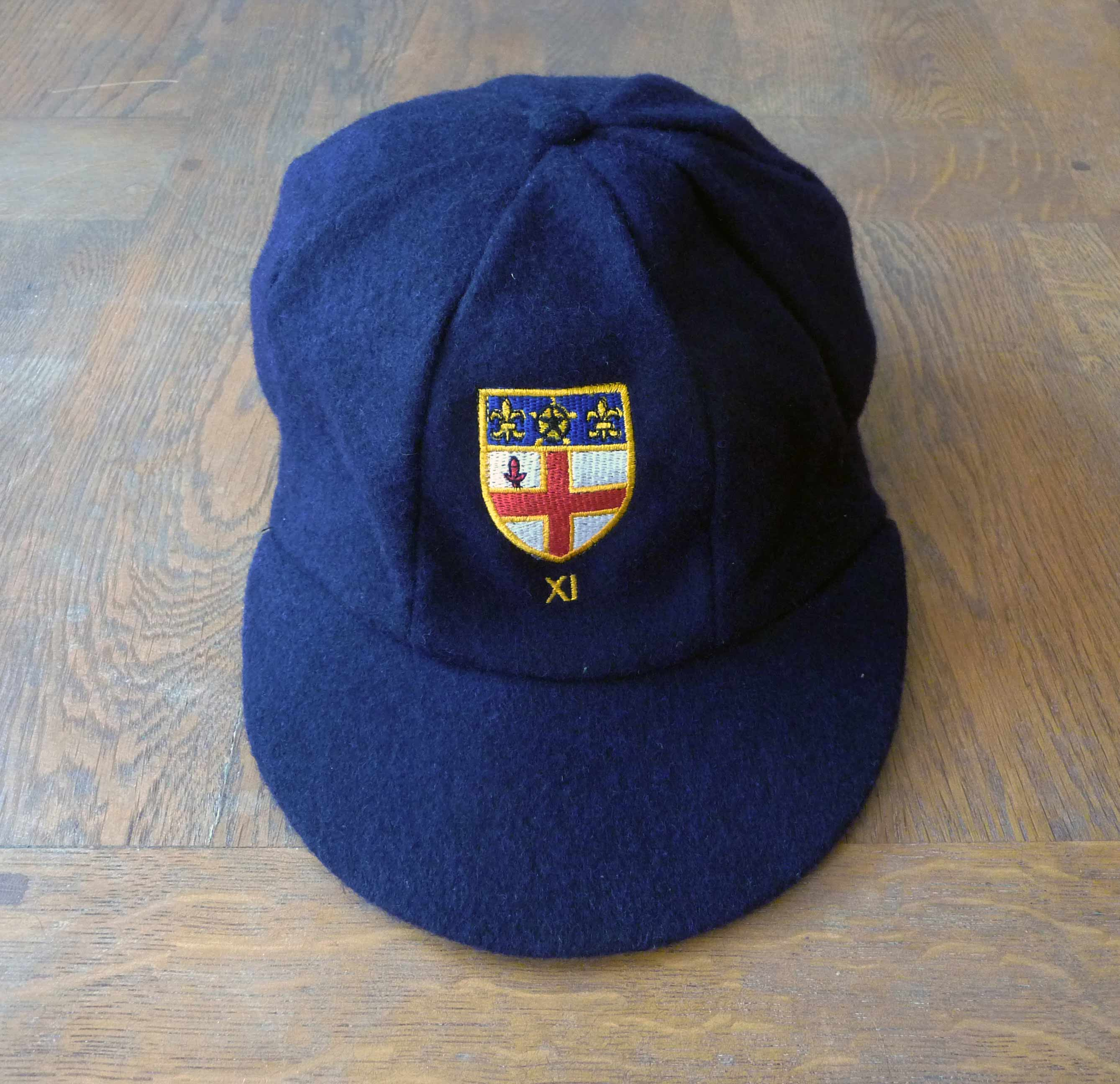
ويحصل التلاميذ الذين يُمنحون جائزة ألوان في مدرسة مستشفى المسيح على ربطة عنق، وفي حالة الألوان الرياضية الممنوحة للكريكيت، يحصلون أيضاً على قبعة الكريكيت مع شعار المدرسة وطرز الكريكيت 'الحادي عشر' في المقدمة.

ألوان رياضية أو فقط ألوان (مع تعديل في بعض الأحيان مثل ألوان النادي أو ألوان المدرسة) تُمنح لأعضاء الجامعة أو المدرسة المتوفقين في الرياضة. وكثير من المدارس لا تحد من استخدامها على الرياضة، بل قد تعطي ألوان للتفوق الأكاديمي أو الأنشطة غير الرياضية الخارجة عن المناهج الدراسية، ويشار تقليدياً إلى الألوان بارتداء ربطة عنق أو سترة خاصة.
العديد من ألوان الجامعة معروفة باسم اللون المستخدم، وهو اللون الذي ترتديه عادة الفرق الرياضية التابعة للجامعة، على سبيل المثال أزرق في أكسفورد وكامبريدج، أرجواني حنكي (بالاتينات) في دورهام، زهري في ترينيتي كوليدج دبلن أو أرجواني في لندن. وهي تشبه الرسائل الجامعية التي تمنحها الجامعات الأمريكية.
ويتفاوت مستوى التمثيل المطلوب لمنح اللون بين المخططات المختلفة. أرجواني حنكي (بالاتينات) الكامل في دورهام، والأزرق الملكي في ليفربول أو الألوان الكاملة في كارديف تتطلب من الطالب أن يمثل بلده، بينما في أكسفورد، فإن شرط الأزرق الكامل هو تمثيل الجامعة في مباراة جامعية ضد كامبريدج في رياضة مؤهلة. ويمكن الحصول على نصف لون في العديد من مخططات منح الألوان. وتُعطى هذه عادةً لمستويات الإنجاز الأقل من اللون الكامل.

## تاريخ
تم إدخال الألوان الجامعية لأول مرة في سباق القوارب الجامعية الثاني بين أوكسفورد وكامبريدج في عام 1836. اعتمدت دورهام اللون الأرجواني الفاتح في أغطية درجاتها في نفس الوقت تقريباً. في كامبريدج، ستطلب الفرق إذناً من نادي القوارب لاستخدام لونها الأزرق؛ بحلول ستينيات القرن التاسع عشر، كانت الرياضات الراسخة ذات الوضع الأزرق الكامل هي التجديف والكريكيت وألعاب القوى. في عام 1884، منح نوادي الرجبي وكرة القدم لأنفسهم موسيقى البلوز بعد مبارياتهم الجامعية (ضد أكسفورد)، مما أدى إلى مناقشة في اتحاد كامبريدج خسرها بشكل حاسم نادي القوارب. كما حصل نادي الهوكي على المركز الأزرق الكامل (في عام 1894) قبل أن يتم إضفاء الطابع الرسمي على النظام من خلال إنشاء لجنة البلوز في عام 1912. إن منح جائزة بالاتيناتز للألعاب الرياضية في دورهام يعود إلى عام 1883 على الأقل، عندما سُمح للكريكيت «أحد عشر» بارتداء «معطف الجامعة» (أي السترة) للهدف الأرجواني الحنكي بدلاً من معطف كلاريت للنادي، وقد تم ترسيخ جائزة بالاتيناتز ونصف جائزة بالاتيناتز بشكل جيد بحلول نهاية القرن. تبنت مانشسترالأحمر المائل إلى البني الداكن (مارون) في عام 1905. اعتمدت كلية ترينيتي دبلن اللون الوردي في عام 1950.

## ألوان الجامعة
تمنح الجامعات المختلفة ألوانًا مختلفة، تستند في كثير من الأحيان إلى اللون الذي يرتديه الرياضيون. وفي بعض الأحيان تعرف هذه الألوان باللون المستخدم، ولكنها قد تعرف ببساطة باسم «الألوان». وهذه تشمل ما يلي:
- أبردين: أزرق[15]

- الحمام: أزرق[16]

- برمنغهام: أزرق[17]
- بريستول: أحمر[18]
- كامبريدج: أزرق
- كارديف: ألوان[7]
- دبلن: وردي أو ألوان[19]
- دورهام: أرجواني حنكي (بالاتينات)[20]

- ادنبره: ألوان[21]

- غلاسكو: أزرق[22]
- هيريوت وات: أزرق[23]
- ليدز: ألوان[24]
- ليفربول: أزرق أو ألوان[25]
- لندن: أرجواني[20]
- لوبورو: ألوان أستراليا[26]
- مانشستر: أحمر مائل إلى البني الداكن (مارون)[13]
- أكسفورد: أزرق
- روبرت جوردون: أزرق[27]
- سانت أندروز: أزرق أو ألوان[29]
- شيفيلد: ألوان[30]
- ستيرلينغ: أزرق أو ألوان[32]

## معرض

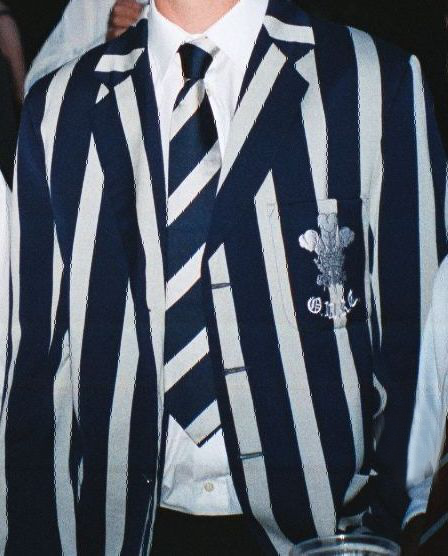
جامعة أوكسفورد، جامعة أوكسفورد نادي البندقية نصف سترة زرقاء وربطة عنق.
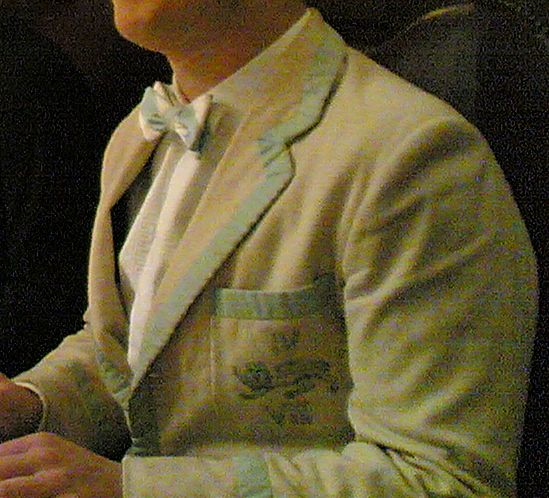
جامعة كامبريدج سترة نصف زرقاء وربطة عنق.